# Tokmac Chol Nguen
Tokmac Chol Nguen (Kakuma, 20 de octubre de 1993) es un futbolista noruego, nacido en un campo de refugiados en Kenia, y de familia originaria en Sudán del Sur, que juega de delantero en el Djurgårdens IF de la Allsvenskan. 

## Trayectoria
Nguen comenzó su carrera deportiva en el Strømsgodset IF de la Eliteserien de Noruega, equipo con el que debutó el 28 de agosto de 2011, en un partido frente al Fredrikstad FK.
Durante el año 2014 y 2015 estuvo cedido, primero en el Bærum SK y después en el Mjøndalen IF.

### Ferencváros
En febrero de 2019 fichó por el Ferencváros TC de la Nemzeti Bajnokság I húngara.

## Selección nacional
Nguen fue internacional sub-18 y sub-19 con la selección de fútbol de Noruega, y en septiembre de 2019 fue convocado con la selección de fútbol de Sudán del Sur, con la que no llegó a debutar. En marzo de 2021 debutó con la absoluta de Noruega en un encuentro de clasificación para el Mundial de 2022 ante Gibraltar.

## Clubes
| Club                  | País    | Año       |
| --------------------- | ------- | --------- |
| Strømsgodset IF       | Noruega | 2011-2019 |
| Bærum SK (cedido)     | Noruega | 2014      |
| Mjøndalen IF (cedido) | Noruega | 2015      |
| Ferencváros T. C.     | Hungría | 2019-2024 |
| Djurgårdens IF        | Suecia  | 2024-     |

## Palmarés

### Títulos nacionales
| Título              | Club              | País    | Año  |
| ------------------- | ----------------- | ------- | ---- |
| Nemzeti Bajnokság I | Ferencváros T. C. | Hungría | 2019 |
| Nemzeti Bajnokság I | Ferencváros T. C. | Hungría | 2020 |
| Nemzeti Bajnokság I | Ferencváros T. C. | Hungría | 2021 |
| Nemzeti Bajnokság I | Ferencváros T. C. | Hungría | 2022 |
| Copa de Hungría     | Ferencváros T. C. | Hungría | 2022 |
| Nemzeti Bajnokság I | Ferencváros T. C. | Hungría | 2023 |